# Леон Расселл
Леон Расселл (англ. Leon Russell; настоящее имя Клод Расселл Бриджес, англ. Claude Russell Bridges; 2 апреля 1942, Лотон, Оклахома, США — 13 ноября 2016, Нашвилл, США) — американский вокалист, пианист, гитарист, автор песен, аранжировщик, продюсер.

## Биография
Ещё в детстве освоил игру на фортепиано и трубе, в 1955 году дебютировал на музыкальной сцене, играя в кавер-группах, исполнявших песни Джерри Ли Льюиса и Ронни Хокинса. В этот же период он регулярно принимал участие как сессионный пианист в популярной американской телевизионной программе «Shindig».
С 1962 года начал работать в Лос-Анджелесе студийным музыкантом (иногда аранжировщиком) с подопечными Фила Спектора, такими как The Ronettes, Crystals и The Righteous Brothers. Попутно он отшлифовал своё мастерство игры на гитаре под руководством Джеймса Бёртона. В студии аккомпанировал таким стилистически разным исполнителям, как Джордж Харрисон, Фрэнк Синатра, Бобби Дейрин, The Byrds, Херб Алперт и Пол Ривер.
В 1968 году вместе с вокалистом и гитаристом Марком Бенно создал дуэт Asylum Choir, который оказался коммерчески неудачным. Благодаря знакомству музыканта с супружеским дуэтом Delaney & Bonnie Bramlett возникла формация Mad Dogs & Englishmen, сопровождавшая Джо Кокера в его американском турне. Вскоре в исполнении Кокера композиция Рассела «Delta Lady» стала крупным британским хитом. На волне этого успеха Леон вместе с продюсером Дэнни Корделлу образовал фонографическую фирму «Shelter Records». На этой фирме Расселл дебютировал 1970 как солист с альбомом «Leon Russell», который получил единодушные благосклонные рецензии. В роли студийных музыкантов участие в записи этой пластинки приняли Джо Кокер, Стив Уинвуд, Эрик Клэптон, Мик Джаггер, Чарли Уоттс, Билл Уаймэн и Ринго Старр. На очередном лонгплее «Leon Russell & The Shelter People» появились также Боб Дилан и Дэйв Мэйсон, а итогом очень результативного для Расселла 1971 года стало участие в историческом концерте в помощь жителям Бангладеш.
Истощённый физически и нервно, артист вынужден был прекратить музыкальную деятельность. Однако почти после годового перерыва вновь вернулся к творчеству с удачным альбомом «Carney», который в 1972 году поднялся до второго места в американском чарте и разошёлся миллионным тиражом. В следующем году появился также успешный лонгплэй Hank Wilsons Back, который был посвящением легендарным исполнителям музыки кантри. Внимания заслуживал также записанный Расселлом альбом его жены — темнокожей певицы Мэри Маккрери, а также поздняя версия хита Тима Хардина «If I Were a Carpenter». Во второй половине 1970-х годов музыкант сконцентрировал своё внимание на сольной деятельности. В 1977 году он получил награду «Грэмми» за произведение This Masquerade, популяризированному Джорджом Бенсоном. Сотрудничество с Вилли Нельсоном принесло свои плоды в виде очередного кантри-альбома One for the Road, который считается одним из лучших достижений Расселла. Сингл «Heartbreak Hotel», попав на вершину американского чарта, подтвердил высокие позиции артиста в музыке кантри.
В результате экспериментов со стилем блюграсс появился концертный лонгплей The Live Album, записанный вместе с группой New Grass Revival. В 1984 году после издания пластинки Hank Wilsons Volume II он погрузился в работу на собственной звукозаписывающей фирме. Попытка вернуться на музыкальный рынок в 1992 году с альбомом Anything Will Happen оказалась неудачной.
В ноябре 2009 года Леон Рассел, Элтон Джон и поэт Берни Топин написали несколько песен для нового совместного альбома The Union. Студийная работа над ним продолжалась во второй половине января и в феврале 2010 года. Альбом увидел свет 19 октября 2010 года.
25 июня 2019 года The New York Times Magazine назвал Леона Расселла среди сотен исполнителей, чей материал, как сообщается, был уничтожен во время пожара в Universal Studios Hollywood 2008 года.

## Дискография

### Альбомы
| год  | альбом                                                           | наивысшая позиция в чартах | наивысшая позиция в чартах | наивысшая позиция в чартах | наивысшая позиция в чартах |
| год  | альбом                                                           | US                         | US Country                 | CAN                        | CAN Country                |
| ---- | ---------------------------------------------------------------- | -------------------------- | -------------------------- | -------------------------- | -------------------------- |
| 1966 | Rhapsodies for Young Lovers (with Midnight String Quartet)       | —                          | —                          | —                          | —                          |
| 1968 | Look Inside the Asylum Choir (с Марком Бенно)                    | —                          | —                          | —                          | —                          |
| 1970 | Leon Russell                                                     | 60                         | —                          | —                          | —                          |
| 1971 | Leon Russell And The Shelter People                              | 17                         | —                          | 14                         | —                          |
| 1971 | Asylum Choir II (с Марком Бенно)                                 | 70                         | —                          | —                          | —                          |
| 1972 | Carney                                                           | 2                          | —                          | 4                          | —                          |
| 1973 | Leon Live                                                        | 9                          | —                          | 9                          | —                          |
| 1973 | Hank Wilson’s Back                                               | 28                         | 15                         | 85                         | —                          |
| 1973 | Looking Back                                                     | —                          | —                          | —                          | —                          |
| 1974 | Stop All That Jazz                                               | 34                         | —                          | 43                         | —                          |
| 1975 | Will O' the Wisp                                                 | 30                         | —                          | 72                         | —                          |
| 1976 | Best of Leon Russell                                             | 40                         | —                          | —                          | —                          |
| 1976 | Wedding Album (с Мэри Расселл)                                   | 34                         | —                          | —                          | —                          |
| 1977 | Make Love to the Music (с Мэри Расселл)                          | 142                        | —                          | —                          | —                          |
| 1978 | Americana                                                        | 115                        | —                          | —                          | —                          |
| 1979 | One For the Road (с Вилли Нельсоном)                             | 25                         | 3                          | 28                         | 1                          |
| 1979 | Life and Love                                                    | —                          | —                          | —                          | —                          |
| 1981 | The Live Album (с New Grass Revival)                             | 187                        | —                          | —                          | —                          |
| 1984 | Hank Wilson, Vol. 2                                              | —                          | —                          | —                          | —                          |
| 1984 | Solid State                                                      | —                          | —                          | —                          | —                          |
| 1989 | Leon Russell                                                     | —                          | —                          | —                          | —                          |
| 1992 | Anything Can Happen                                              | —                          | —                          | —                          | —                          |
| 1992 | Crazy Love                                                       | —                          | —                          | —                          | —                          |
| 1992 | Collection                                                       | —                          | —                          | —                          | —                          |
| 1995 | Hymns of Christmas                                               | —                          | —                          | —                          | —                          |
| 1996 | Gimme Shelter: The Best of Leon Russell                          | —                          | —                          | —                          | —                          |
| 1997 | Retrospective                                                    | —                          | —                          | —                          | —                          |
| 1998 | Hank Wilson, Vol. 3: Legend in My Time                           | —                          | —                          | —                          | —                          |
| 1999 | Face in the Crowd                                                | —                          | —                          | —                          | —                          |
| 1999 | Blues: Same Old Song                                             | —                          | —                          | —                          | —                          |
| 2000 | Live at Gilley’s                                                 | —                          | —                          | —                          | —                          |
| 2001 | Best of Leon Russell                                             | —                          | —                          | —                          | —                          |
| 2001 | Guitar Blues                                                     | —                          | —                          | —                          | —                          |
| 2001 | Signature Songs                                                  | —                          | —                          | —                          | —                          |
| 2001 | Rhythm & Bluegrass: Hank Wilson, Vol. 4 (with New Grass Revival) | —                          | —                          | —                          | —                          |
| 2002 | Moonlight & Love Songs (c Nashville Symphony)                    | —                          | —                          | —                          | —                          |
| 2003 | In Your Dreams                                                   | —                          | —                          | —                          | —                          |
| 2003 | Bad Country                                                      | —                          | —                          | —                          | —                          |
| 2003 | Almost Piano                                                     | —                          | —                          | —                          | —                          |
| 2006 | A Mighty Flood                                                   | —                          | —                          | —                          | —                          |
| 2006 | Angel in Disguise                                                | —                          | —                          | —                          | —                          |
| 2010 | The Union (с Элтоном Джоном)                                     | 3                          | —                          | 7                          | —                          |

### Синглы
| год  | название                                                     | позиция в чартах | позиция в чартах | позиция в чартах | позиция в чартах | позиция в чартах | альбом                     |
| год  | название                                                     | US               | US Country       | CAN              | CAN Country      | CAN AC           | альбом                     |
| ---- | ------------------------------------------------------------ | ---------------- | ---------------- | ---------------- | ---------------- | ---------------- | -------------------------- |
| 1972 | «Tight Rope»                                                 | 11               | —                | 5                | —                | —                | Carney                     |
| 1973 | «Queen of the Roller Derby»                                  | 89               | —                | —                | —                | —                | Carney                     |
| 1973 | «Roll in My Sweet Baby’s Arms» (под псевдонимом Хэнк Уилсон) | 78               | 57               | —                | 30               | —                | Hank Wilson’s Back, Vol. 1 |
| 1973 | «I'm So Lonesome I Could Cry» (под псевдонимом Хэнк Уилсон)  | 78               | —                | —                | —                | —                | Hank Wilson’s Back, Vol. 1 |
| 1974 | «A Six Pack to Go» (под псевдонимом Хэнк Уилсон)             | —                | 68               | —                | 76               | —                | Hank Wilson’s Back, Vol. 1 |
| 1974 | «If I Were a Carpenter»                                      | 73               | —                | 87               | —                | —                | Stop All That Jazz         |
| 1975 | «Lady Blue»                                                  | 14               | —                | 44               | —                | 18               | Will O' the Wisp           |
| 1976 | «Back to the Island»                                         | 53               | —                | —                | —                | 33               | Will O' the Wisp           |
| 1976 | «Rainbow in Your Eyes»                                       | 52               | —                | —                | —                | —                | Wedding Album              |
| 1978 | «Heartbreak Hotel» (w/ Willie Nelson)                        | —                | 1                | —                | 1                | —                | One for the Road           |
| 1984 | «Good Time Charlie’s Got the Blues»                          | —                | 63               | —                | —                | —                | Solid State                |
| 1984 | «Wabash Cannonball» (w/ Willie Nelson, as Hank Wilson)       | —                | 91               | —                | —                | —                | single only                |